# Vierkaiserjahr

Das Römische Reich im Jahr 69 n. Chr. Machtbereiche der Prätendenten

Als Vierkaiserjahr wird das Jahr 69 n. Chr. bezeichnet. In diesem Jahr erhoben Galba, der seit 68 als Nachfolger Neros regierte, Otho, Vitellius und Vespasian Anspruch auf die Kaiserwürde im Römischen Reich. Schließlich konnte sich Vespasian durchsetzen, der die neue Dynastie der Flavier begründete.

## Die Kaiser des Vierkaiserjahres

### Galba
Am 3. April 68 ließ sich Galba, der Statthalter der Provinz Hispania Tarraconensis, in Carthago Nova zum Kaiser ausrufen. Der Senat in Rom bestätigte Galba und erklärte Nero zum Staatsfeind, worauf dieser Suizid beging. Als Kaiser versuchte Galba, von Nero verschenkte Gelder in Höhe von 2,2 Milliarden Sesterzen zurückzuerlangen. Dies brachte – zusammen mit der Korruptheit mehrerer seiner neu eingesetzten Beamten – Soldaten und Volk gegen ihn auf. Da er sich auch bei den Truppen der römischen Rheinarmee unbeliebt machte, wurde am 2. Januar 69 der Statthalter Vitellius in Colonia Agrippina von seinen Truppen zum Kaiser ausgerufen. Auf die Nachricht von diesem Aufstand adoptierte Galba am 10. Januar Lucius Calpurnius Piso Frugi Licinianus und bestimmte ihn damit zum künftigen Nachfolger, womit er sich gegen Otho entschied, der sich als einer seiner prominentesten Anhänger Hoffnungen gemacht hatte. Daraufhin brachte Otho die Prätorianergarde durch Bestechung dazu, ihn am 15. Januar 69 zum Kaiser auszurufen. Am selben Tag wurde Otho vom Senat und bald darauf in den meisten Provinzen anerkannt. Die Aufständischen töteten Galba und Calpurnius Piso auf dem Forum.

### Otho und Vitellius
Während Otho zunächst in Italien unangefochten herrschte und auch von den Donaulegionen anerkannt wurde, dauerte der schon vor seiner Erhebung begonnene Aufstand der Rheinarmee an, die Vitellius erhoben hatte. Die Statthalter in Gallien, Britannien und Hispanien schlossen sich diesem Aufstand an. Die Truppen des Vitellius rückten in Italien ein, bevor Otho Unterstützung aus dem Donauraum mobilisieren konnte. Am 14. April unterlag Othos Armee in der Ersten Schlacht von Bedriacum. Otho tötete sich am übernächsten Tag. Am 19. April erkannte der Senat Vitellius als Kaiser an, doch zog der neue Herrscher erst am 18. Juli in Rom ein. In den östlichen Provinzen wurde Vitellius zunächst formal anerkannt, stieß aber auf große Vorbehalte.

### Vespasian
Im Osten des Reichs war der Feldherr Vespasian schon von Nero mit der Führung des Jüdischen Krieges beauftragt worden, daher stand er in Judäa an der Spitze einer starken Streitmacht. Nach dem Tod Neros konnte er als neuer Herrscher in Betracht kommen, weil er mit dem Jüdischen Krieg die wohl schwerste militärische Krise seit der Varusschlacht entschärft und somit eine besondere Autorität erreicht hatte. Er dachte wohl auch schon früh daran, die Macht zu übernehmen, wartete aber zunächst ab und erkannte Galba und dann auch Vitellius an. Nachdem schon im April 69 die drei mösischen Legionen eine Kaiserwahl beabsichtigt hatten, wurde Vespasian am 1. Juli 69 in Alexandria von den dortigen Truppen zum Kaiser erhoben. Er hatte sich zuvor bereits die Unterstützung des Statthalters von Syria, Gaius Licinius Mucianus, gesichert. Bald erklärten sich insgesamt 15 Legionen für Vespasian, insbesondere die Donaulegionen. Während diese Truppen nach Westen vordrangen, blieb er selbst im Orient. Vitellius unternahm keine Gegenoffensive, sondern verhielt sich lange passiv. So konnten Truppen Vespasians unter der Führung des Feldherrn Marcus Antonius Primus mühelos in Italien eindringen, woraufhin manche bisherigen Anhänger Vitellius’ die Fronten wechselten. Am 24./25. Oktober 69 kam es zur Entscheidungsschlacht, wiederum bei Bedriacum (Zweite Schlacht von Bedriacum). Antonius Primus besiegte die Streitmacht des Vitellius. Große Teile seiner Truppen ergaben sich am 17. Dezember.
Nachdem Verhandlungen über eine Abdankung des Vitellius, der angeblich zum Verzicht auf die Kaiserwürde bereit war, am Widerstand seiner Anhänger gescheitert waren, kam es am 20. Dezember 69 zu einem sehr blutigen Kampf um Rom. Während sich die flavischen Truppen der Stadt näherten, verschanzten sich Vespasians Anhänger in Rom auf dem Kapitol, das aber von den Vitellianern eingenommen werden konnte. Dabei brannten die Tempel auf dem Hügel nieder. Nach der Erstürmung der Stadt durch die Flavier wurde Vitellius gefangen und getötet.
Am 22. Dezember 69 wurde Vespasian vom Senat als Kaiser anerkannt; eine Lex de imperio Vespasiani übertrug ihm offiziell alle Vollmachten eines princeps und erklärte zugleich alle Taten seiner Anhänger während des Bürgerkrieges für legal. Vespasian konnte sich nun im ganzen Reich durchsetzen, doch traf er erst im Oktober 70 in Rom ein. Mit ihm begann die Dynastie der Flavier.

Die Kaiser des Vierkaiserjahres
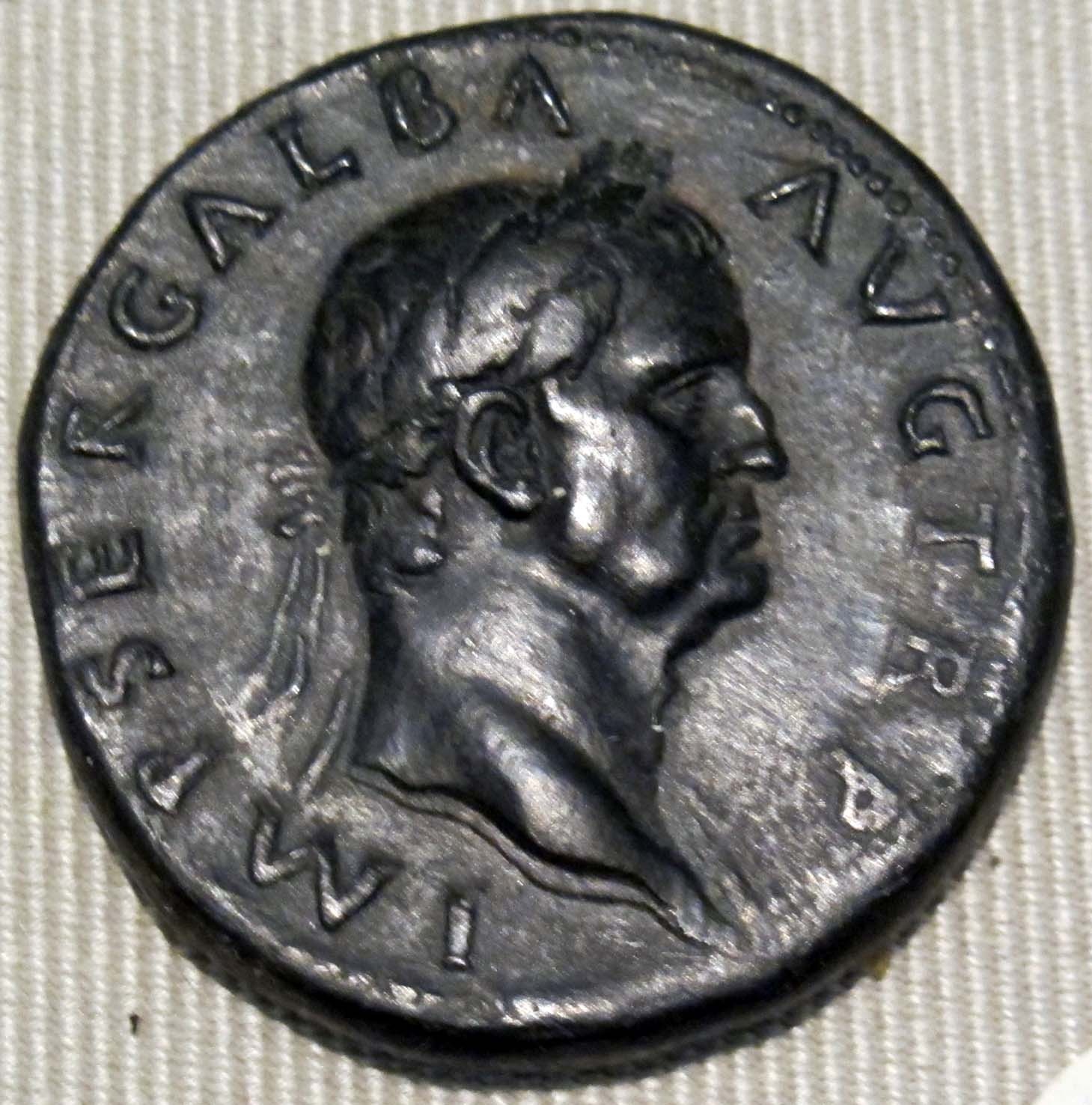
Galba
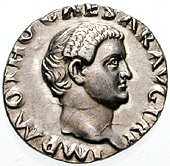
Otho
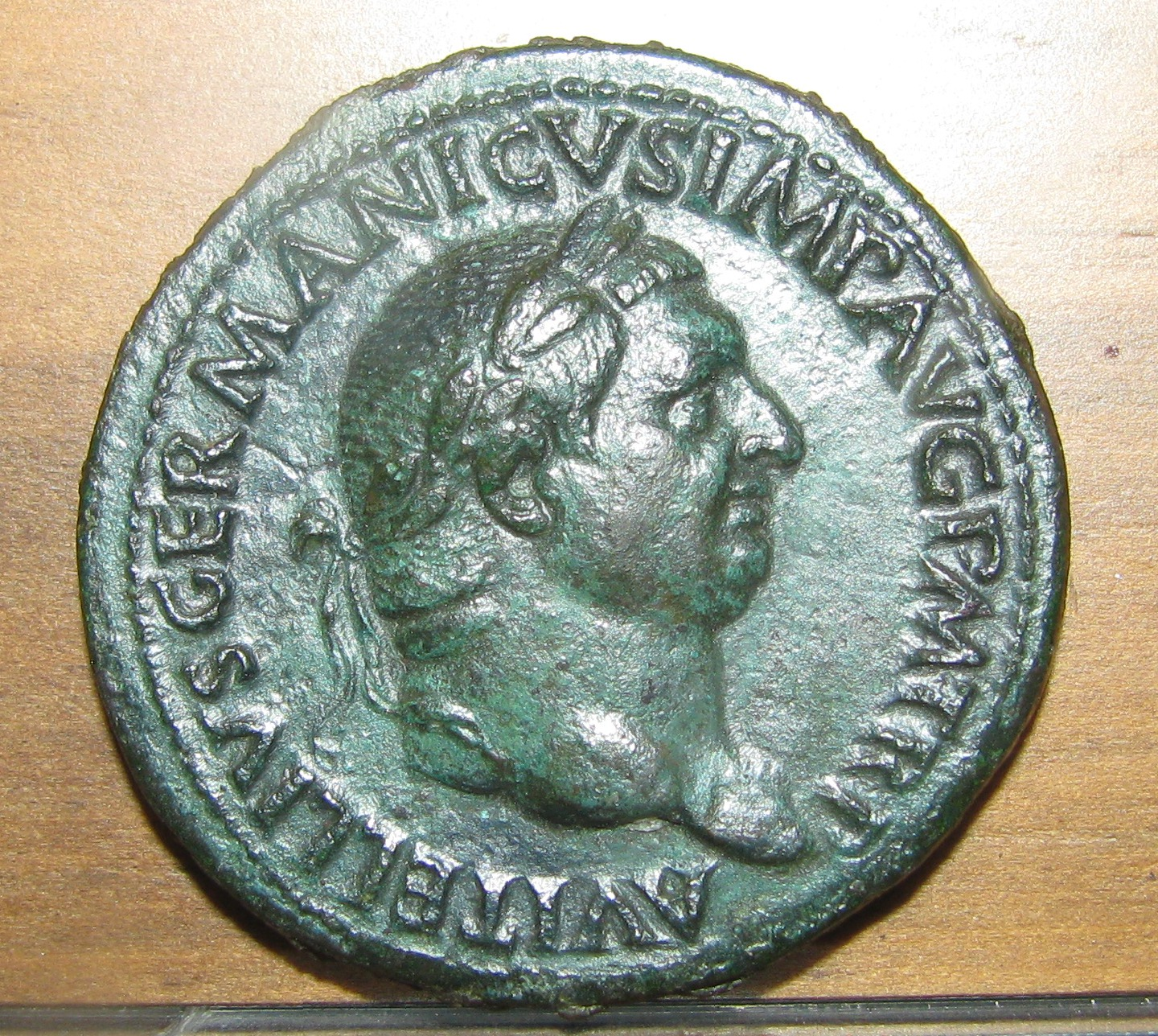
Vitellius
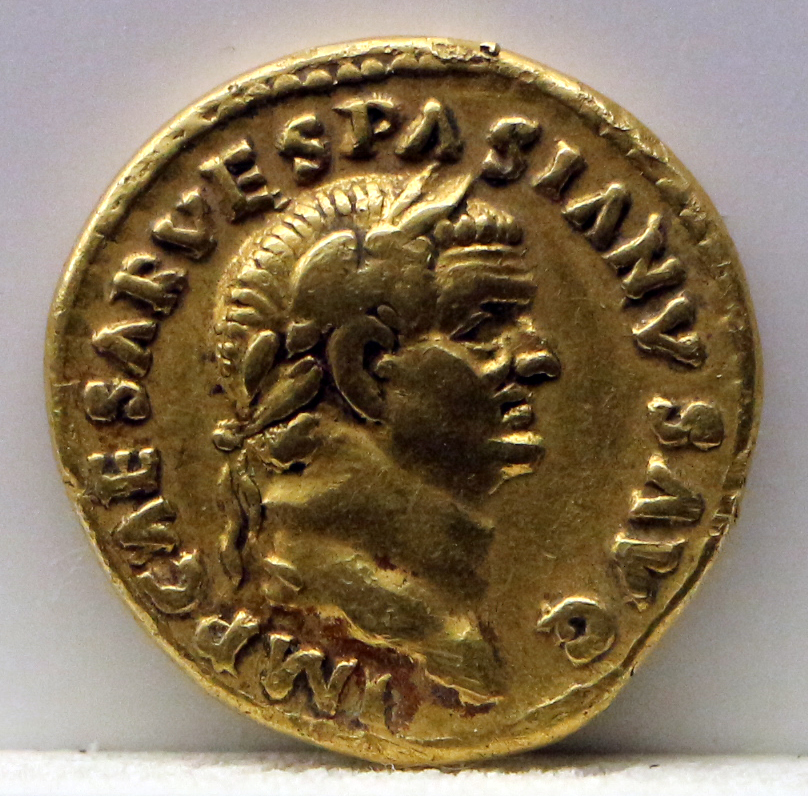
Vespasian